# Талампая
Національний парк Талампа́я (ісп. Parque Nacional Talampaya) — національний парк в Аргентині, розташований в західній частині провінції Ла-Ріоха.
Парк був створений у статусі провінціального парку в 1975 році, а в 1997 році отримав статус національного. Площа парку становить 2150 км², середня висота над рівнем моря — 1500 м. Метою заснування парку був захист місць важливих археологічних і палеонтологічних розкопок. У 2000 році ЮНЕСКО включив парк Талампая до списку Світової спадщини.
Парк Талампая знаходиться в долині між двома гірськими хребтами, а його ландшафт сформувався в результаті дії водної і вітрової ерозії в посушливому кліматі при широкому діапазоні температур. Проливні дощі йдуть в цій області літом, а навесні дують сильні вітри.

## Визначні пам'ятки парку
- Висохле русло річки Талампая, де сотні мільйонів років тому жили динозаври — як і в Ісчіґуаласто, тут можна знайти скам'янілості тієї епохи.
- Каньйон Талампая — глибокий каньйон, висота стін якого досягає 143 м, мінімальна ширина — 80 м.
- Залишки поселень місцевих народів, зокрема петрогліфи в Пуерта-дель-Каньйон.
- Ботанічний сад з місцевою флорою у вузькому місці каньйону.
- Фауна регіону: гуанако, зайці, мара, лисиці.